# Nidda (judendom)
Nidda är inom judendomen en benämning på kvinnans spirituellt orena perioder, tiden då hon menstruerar, samt namnet på en traktat i mishna. "Traktat" är ett begränsat avsnitt som tar upp ett visst ämne, i mishna eller annat rabbinskt verk.